# Martín Michel
Martín Ernesto Michel Nacía, (* 5. září 1994 v Tarije, Bolívie) je bolivijský zápasník–judista. S judem se seznámil v La Pazu, kde žil od svých 11 let. V roce 2012 byl zařazen do bolivijského programu ministerstva sportu "Centros de Alto Rendimiento (CAR)", který financuje talentovaným sportovcům přípravu v cizině. V roce 2016 se na něho usmálo štěstí v podobě panamerické kvalikační kvóty pro účast na olympijských hrách v Riu, kde vypadl v úvodním kole.